# Civilekonomerna
Civilekonomerna var ett fackförbund och intresseorganisation för akademiskt utbildade ekonomer och hade 43 000 medlemmar. Civilekonomerna var ett av de största förbunden inom Saco. 1 januari 2020 gick förbundet upp i Akavia.

## Historik
Grunden för Civilekonomerna lades 1936 av dåtidens taxeringsrevisorer och 1937 bildades Föreningen Sveriges Taxeringsrevisorer (FST). 1948 gick föreningen med i Saco och då var medlemsantalet 80 stycken. År 1954 gick FST in som en sektion i Civilekonomer i Allmän Tjänst (CIAT), som 1968 ombildades till Civilekonomernas Riksförbund (CR). År 1991 övergick förbundet till att enbart använda namnet Civilekonomerna.

## Verksamhet
Civilekonomerna var både ett fackförbund och en intresseorganisation. Civilekonomerna arbetar med frågor som rör medlemmarnas anställningsvillkor, med utbildnings- och yrkesfrågor och är opinionsbildande i frågor som är viktiga för medlemmarna. Under de senaste åren har karriär- och personlig utveckling blivit viktiga områden, liksom service till medlemmar som är chefer. Civilekonomerna har också verksamhet för egna företagare.
Civilekonomerna var medlemmar i Förhandlings- och samverkansrådet PTK, Saco-P (akademikerförbunden på privat sektor), Saco-S (förhandlingsorganisation för akademikerförbund inom staten) och AkademikerAlliansen (kommunal sektor).
Många avtal på privat sektor tecknades av Akademikerförbunden gemensamt.
På företag och i förvaltning finns Akademikerföreningar (privat sektor) för Saco-P-förbunden; Saco-S-föreningar (i staten) och Saco-föreningar (i kommunerna).